# Бруно Марек
Бруно Марек (Беч, 23. јануара 1900 — Беч, 29 јануар 1991) био је аустријски политичар (из Социјалдемократске партије Аустрије - СПО) и градоначелник Беча од 1965. до 1970. године.

## Живот и дело
Бруно Марек рођен је у шестом бечком округу Маријахилф у породици мајстора кројача који је имао своју радњу у Маријахилфер Штрасе. Бруно се придружио Социјалдемократској радничкој партији као трговачки радник 1918. године, а од 1924. био је функционер окружне организације Маријахилф. Од 1924. био је службеник на Бечком сајму и уредник социјалдемократског Часописа за лов, риболов и акваријумску науку. После 12. фебруара 1934. Марек је био привремено затворен у диктатури коју је успоставио канцелар Долфус. Тада је изгубио и своје запослење на Бечком сајму.
По завршетку Другог светског рата, године 1945. владајућа социјалдемократска градска управа поставља га за директора Бечког сајма, на којој је и остао до избора за градоначелника Беча 1965. године. Марек је као градоначелник донео одлуку о изградњи бечког метроа (почетак изградње 1969. године) и изградњи скијашких стаза на Хое-Ванд-Визе. Такође, за Марековог мандата је донета одлука за изградњу УНО-ситија и Новог Дунава са Дунавским острвом. Почетком 1970. године Бруно Марек је од стране општинског већа изабран за почасног грађанина града Беча.
Марек је био један од покретача Документационог архива аустријског отпора (ДОВ), основаног 1963. године, чији је председник био од 1971. до 1984. године као пензионер.
Бруно Марек је дао оставку на функцију градоначелника Беча 1970. године због старости. Заменио га је претходни градски саветник за финансије Феликс Славик (одређен 2. новембра 1970. изабран 21. децембра 1970, ступио на дужност 23. децембра 1970). 
Марек, који је рођен у Маријахилфу, цео живот је живео у овом бечком округу. Преминуо је у Бечу 1991. године. Сахрањен је у почасном гробу (група 14 Ц, број 54 А) у Средишњем бечком гробљу.

## Почасти
Године 1967. као награду за животно дело добио је Прстен Антона Брукнера. Године 1994. стамбени комплекс завршен 1988. у Гумпендорфер штрасе у Маријахилфу добио је име Бруно-Марек-Хоф. 2009. године у Леополдштату (Други бечки округ) у Нордбанфиртел-у, улица Бруно-Марек-Алеја названа је по њему.
- Гроб Бруна и Елизабет Марек у Средишњем бечком гробљу.
- Бруно Марек Алеја у Бечу.
- Бруно Марек Хоф у Бечу.